# St. Martin (Ringhuscheid)

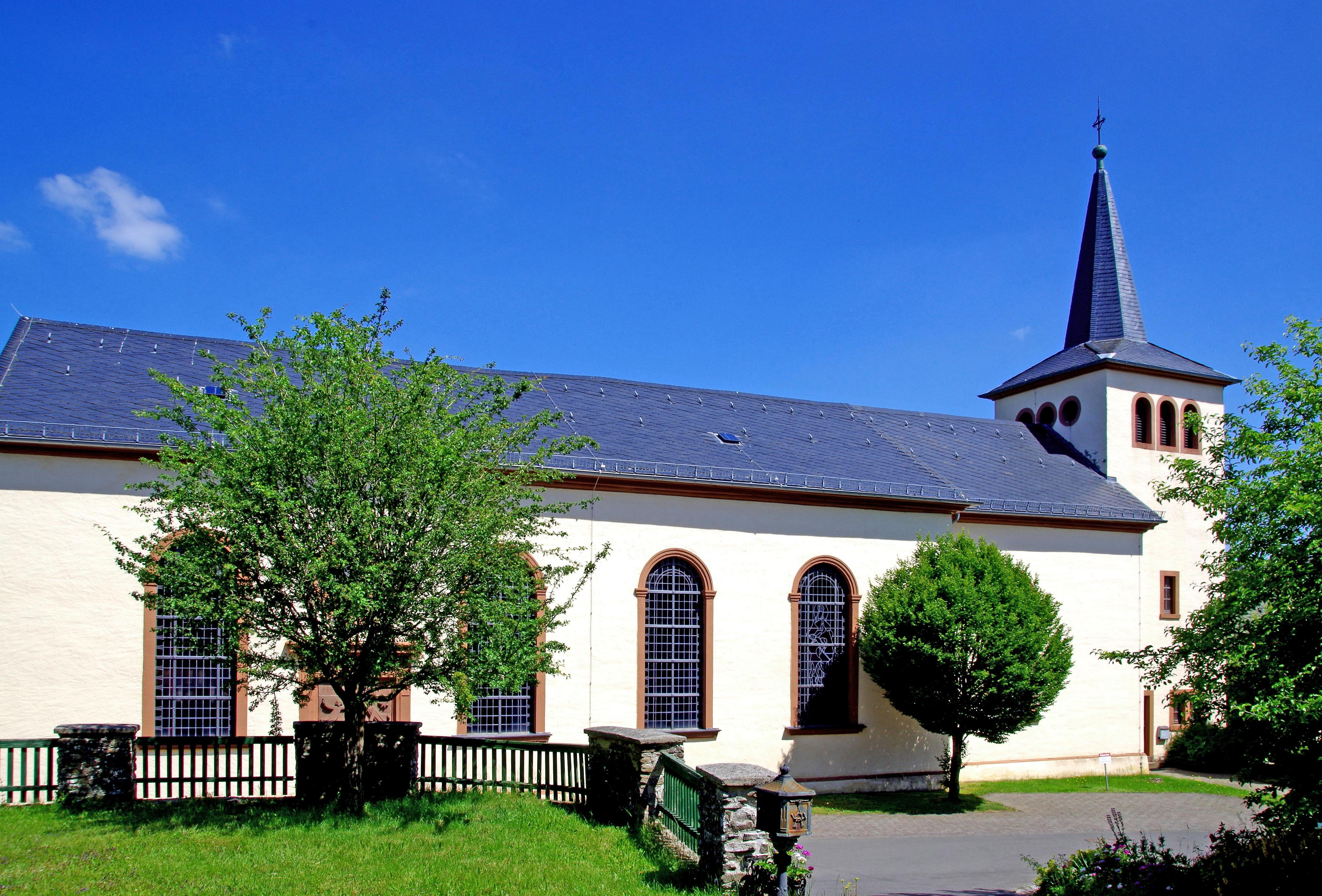
St. Martin (Ringhuscheid)

Die Kirche St. Martin ist die römisch-katholische Pfarrkirche von Ringhuscheid (Gemeinde Krautscheid) im Eifelkreis Bitburg-Prüm in Rheinland-Pfalz. Die Pfarrei gehört in der Pfarreiengemeinschaft Schönecken-Waxweiler zum Dekanat St. Willibrord Westeifel im Bistum Trier.

## Geschichte
Seit 1330 ist in Ringhuscheid eine Pfarrkirche bezeugt. Nach Anschluss an das Bistum Trier 1821 wurde 1829 eine neue Kirche errichtet, deren Schiff 1932 auf fünf Achsen verlängert wurde. Gleichzeitig wurde im Osten ein neuer dreigeschossiger Choranschlussturm im romanischen Stil angebaut.

## Ausstattung

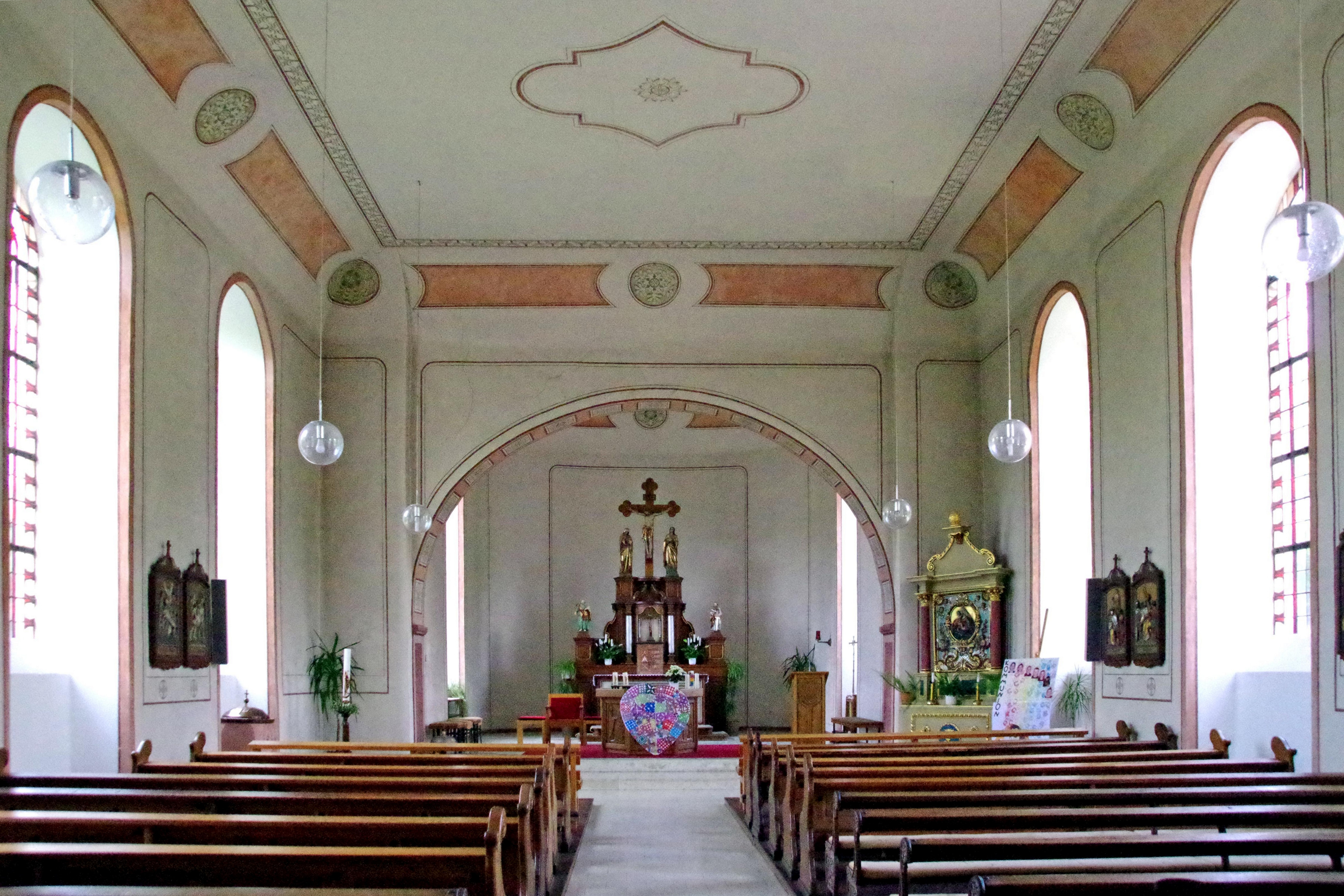
St. Martin (Ringhuscheid)

Das klassizistische Schiff von 1829 ist eine weite, helle Halle mit flacher Voutendecke. Zwei Altäre (Hochaltar und Marienaltar) stammen aus dem 18. Jahrhundert. Der Kreuzweg mit Holzreliefs stammt aus dem 20. Jahrhundert. Die Orgel steht seit 1904 auf der Empore.